# 1988년 하계 올림픽 테니스
1988년 하계 올림픽 테니스 경기는 1988년 9월 20일부터 10월 1일까지 대한민국 서울에서 열렸다. 1924년 파리 하계 올림픽 이후 올림픽 정식 종목에서 제외된 테니스가 이 대회에서 다시 올림픽 정식 종목으로 채택되었다. 

## 메달리스트
| 남자 단식 자세히 | 밀로슬라프 메치르 · 체코슬로바키아       | 팀 메이요트 · 미국                                   | 스테판 에드베리 · 스웨덴                                   |  |  |  |
| 남자 단식 자세히 | 밀로슬라프 메치르 · 체코슬로바키아       | 팀 메이요트 · 미국                                   | 브래드 길버트 · 미국                                       |  |  |  |
| 남자 복식 자세히 | 미국 (USA) · 켄 플래치 · 로버트 세구소   | 스페인 (ESP) · 에밀리오 산체스 · 세르기오 카살       | 체코슬로바키아 (TCH) · 밀로슬라프 메치르 · 밀란 슈레이베르 |  |  |  |
| 남자 복식 자세히 | 미국 (USA) · 켄 플래치 · 로버트 세구소   | 스페인 (ESP) · 에밀리오 산체스 · 세르기오 카살       | 스웨덴 (SWE) · 스테판 에드베리 · 안드레스 야리드           |  |  |  |
|                  |                                          |                                                      |                                                            |  |  |  |
| 여자 단식 자세히 | 슈테피 그라프 · 서독                     | 가브리엘라 사바티니 · 아르헨티나                     | 지나 개리슨 · 미국                                         |  |  |  |
| 여자 단식 자세히 | 슈테피 그라프 · 서독                     | 가브리엘라 사바티니 · 아르헨티나                     | 마누엘라 말레예프나 · 불가리아                             |  |  |  |
| 여자 복식 자세히 | 미국 (USA) · 파멜라 시리버 · 지나 개리슨 | 체코슬로바키아 (TCH) · 야나 노보트나 · 헬레나 수코바 | 오스트레일리아 (AUS) · 엘리자베스 스밀리 · 웬디 턴불       |  |  |  |
| 여자 복식 자세히 | 미국 (USA) · 파멜라 시리버 · 지나 개리슨 | 체코슬로바키아 (TCH) · 야나 노보트나 · 헬레나 수코바 | 서독 (FRG) · 슈테피 그라프 · 클라우디아 코흐데             |  |  |  |